# Chiretolpis postdivisa
Chiretolpis postdivisa là một loài bướm đêm thuộc phân họ Arctiinae, họ Erebidae.